# Пеццана
Пеццана (итал. Pezzana) — коммуна в Италии, располагается в регионе Пьемонт, в провинции Верчелли.
Население составляет 1127 человек (2008 г.), плотность населения составляет 66 чел./км². Занимает площадь 17 км². Почтовый индекс — 13010. Телефонный код — 0161.
Покровителем коммуны почитается святой Евсевий из Верчелли, празднование 2 августа.

## Демография
Динамика населения:

## Администрация коммуны
- Официальный сайт: